# Марморе (Терни)
Марморе је насеље у Италији у округу Терни, региону Умбрија.
Према процени из 2011. у насељу је живело 835 становника. Насеље се налази на надморској висини од 374 м.